# Tocharské jazyky

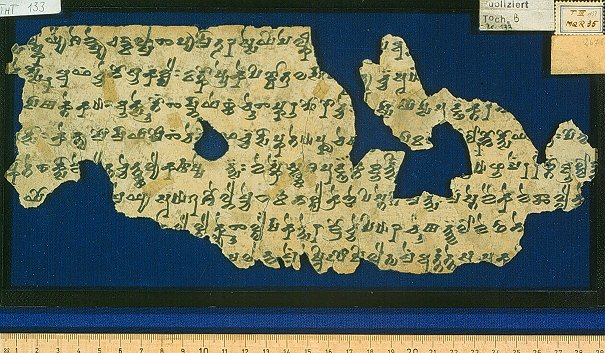
Fragment dokumentu v tocharštině

Vymřelý tocharský jazyk patří do rodiny indoevropských jazyků a mluvilo se jím v národě Tocharů ve druhé polovině prvního tisíciletí n. l. v Tarimské pánvi v dnešní Ujgurské AO Sin-ťiang na úplném severozápadě Číny.
Od roku 1890 bylo objeveno přibližně 7000 fragmentů rukopisů převážně z 5. až 8. století, které jsou psány severoindickým slabikovým písmem bráhmí a z 90 % jsou to překlady a zpracování buddhistických sanskrtových textů. Uhlíkové analýzy však ukazují, že tocharské texty byly opisovány ještě ve 12. století. Roku 1908 se podařilo německým jazykovědcům Emilu Siegovi a Wilhelmu Sieglingovi poprvé přečíst rukopisy a identifikovat řeč jako indoevropskou.
Navrhli název „tocharština“ a diferencovali obě varianty – A a B. Pouze v tocharštině B existují vedle textů náboženských také texty užitné (nákresy klášterů, obchodní dokumenty, lékařské texty). Toto vedlo k teorii, že tocharština A byla v čase vzniku pramenů mrtvým, čistě liturgickým jazykem, tocharština B pak jazykem živým, všedně užívaným.
Podle jiné teorie tvoří obě varianty územní dialekty, přičemž východotocharštinou (A) se mluvilo v oáze Turfan, západotocharštinou (B) naproti tomu převážně v oblasti Kuča a v jejím okolí. (souvislosti turfanštiny a kučanštiny viz níže)
Existenci třetí varianty tocharštiny, nazývané tocharštinou C, je možno vyvozovat z přejatých slov používaných v textech z okolí Lou-lanu psaných prákrtem.

## Charakteristika
Tocharština utváří ve skupině indoevropských jazyků vlastní větev a nevykazuje žádnou bližší příbuznost s žádnou jinou indoevropskou řečí. Nápadné je, že tocharština – ačkoli je řečí, kterou se mluví na úplném východě indoevropského jazykového regionu – patří do západní skupiny kentumových jazyků, nikoliv k východním jazykům satemovým. Objev, že tocharské jazyky jsou indoevropského původu, přispěl k pochybnostem, zda se protoindoevropský jazyk původně rozdělil na západní a východní skupinu.
Fonologicky se tocharština odlišuje od takřka všech ostatních indoevropských jazyků splynutím ploziv do pouhých tří neznělých ploziv p, t a k.
Gramaticky zřetelně odpovídá sloveso osobními koncovkami a tvorbou pomocí kmene indoevropské struktuře; podstatná jména vykazují stopy pěti pádů (nominativ, genitiv, akusativ, ablativ a vokativ) a znají u čísla kromě singuláru a plurálu také duál a parál, západotocharština mimoto také distributiv (tzv. plurativ).
Slovní zásoba vykazuje vlivy íránské jazykové skupiny a sanskrtu (především díky přejímání buddhistických pojmů). Menší vliv měla čínština (označení vah a jméno jednoho kalendářního měsíce). Vyskytly se také spekulace, že se v případě Tocharů mohlo jednat o Herodotem zmiňované královské Skythy.

## Příklady

### Číslovky
| Tocharsky (A) | Tocharsky (B) | Česky |
| sas           | ṣe            | jeden |
| wu            | wi            | dva   |
| tre           | trai          | tři   |
| śtwar         | śtwer         | čtyři |
| päñ           | piś           | pět   |
| ṣäk           | ṣkas          | šest  |
| ṣpät          | ṣukt          | sedm  |
| okät          | okt           | osm   |
| ñu            | ñu            | devět |
| śäk           | śak           | deset |

## Užitečné fráze
| Tocharsky     | Česky            |
| Kuśal!        | Ahoj!            |
| Kartse kauṃ!  | Dobré ráno!      |
| Kartse yṣiye! | Dobrý večer!     |
| Mankāl!       | Hodně štěstí!    |
| Ñi ñem Lyam.  | Jmenuji se Lyam. |
| Cänk          | Prosím           |

## Vzorový text v tocharštině (A)
Kāsu ñom-klyu tsraṣiśśi śäk kälymentwaṃ sätkatär.
Yärk ynāñmune nam poto tsraṣṣuneyā pukäṣ kälpnāl;
yuknāl ymāräk yä sluñcäs, kälpnāl ymāräk yātlune.